# Kalinowate
Kalinowate (Viburnaceae Raf.) - rodzina roślin okrytonasiennych wyróżniana w niektórych ich systemach klasyfikacyjnych, np. w systemie Reveala z lat 1993–1999. W zależności od ujęcia należą do niej 4 rodzaje (np. według Crescent Bloom), lub tylko jeden – kalina (Viburnum). W nowszych systemach APG rodzina nie jest wyróżniana, a rodzaj kalina włączany jest do piżmaczkowatych (Adoxaceae).

## Systematyka
Pozycja w systemie Reveala (1993–1999)
Gromada okrytonasienne (Magnoliophyta Cronquist), podgromada Magnoliophytina Frohne & U. Jensen ex Reveal, klasa Rosopsida Batsch, podklasa dereniowe (Cornidae Frohne & U. Jensen ex Reveal), nadrząd Dipsacanae Frohne & U. Jensen ex Reveal, rząd szczeciowce (Dipsacales Dumort.), rodzina kalinowate (Viburnaceae Raf.).
Rodzaje według Crescent Bloom
- Lentago Raf
- Opulus Mill.
- Tinus Mill.
- Viburnum L. – kalina